# Darkwatch
Darkwatch es un videojuego de terror y disparos en primera persona estilo western y steampunk, publicado el 16 de agosto de 2005 para las consolas PlayStation 2 y Xbox. El videojuego fue desarrollado por High Moon Studios y publicado por Ubisoft en Reino Unido, mientras que fue distribuido por Capcom en Estados Unidos y América.
La historia sigue a Jericho Cross un bandido que tras intentar asaltar un tren termina siendo mordido por el señor de los vampiros Lazarus, para evitar transformarse en vampiro Jericho deberá unirse a la organización Darkwatch y posteriormente vencer a Lazarus.

## Historia
Jericho Cross era un famoso ladrón 
de trenes al parecer mexicano a quien le informaron de un tren con suficiente oro como para que Jericho al fin pudiera retirarse a México el cual parece ser su país natal. Aunque ese era el tren más extraño que él había visto en su vida, Jericho no le prestó atención y destruyó la bóveda del tren, solo para darse cuenta de que, en lugar de encontrar oro, había liberado a un poderoso vampiro llamado Lazarus,quien tras ser atacado por jericho lo muerde convirtiéndolo en vampiro. Ahora, con la ayuda de Cassidy, una dama perteneciente a la organización Darkwatch que se encontraba en el tren, Jericho se unirá a la enigmática organización Darkwatch y buscará a Lazarus para recuperar el poco de humanidad que tenía.

## Multijugador
En el modo multijugador, se puede jugar entre varios user una batalla a muerte y también un modo cooperativo donde el segundo jugador te ayuda a pasar la historia del juego y que solamente está disponible para Playstation 2.

## Historia de Darkwatch

### Tiempos Antiguos
Roma no cayó ante los bárbaros sino ante los vampiros. Aunque las llamas consumieron el imperio algunos soldados y sacerdotes prometieron buscar, estudiar y matar a los señores oscuros que destruyeron a Roma, así nació Darkwatch. En la antigua Darkwatch ellos tomaron por símbolo una cruz que era la religión de su imperio caído y un cráneo de vampiro, símbolo de su objetivo.

### La Edad Oscura
Durante la Edad oscura los agentes de Darkwatch operaron desde monasterios fortificados utilizando avanzadas tácticas militares, blindaje, armas y magia alrededor del mundo en preparación para la época de guerra.

### El Salvaje Oeste
La tecnología de Darkwatch se ha fusionado con la magia. Es el primer lugar donde Darkwatch usa vehículos y tecnología mucho más avanzada a la de la época. Y creyeron que habían ganado terreno en la guerra, pero se presentaron una serie de eventos desafortunados que solamente dejarían resultados desastrosos.

### Las Guerras Mundiales
Veteranos de la Primera Guerra Mundial hablan sobre enemigos que usaban balas muy avanzadas para esa época. Los comandos de Darkwatch se desplegaron en contra de la reaparición de vampiros en la gran guerra. Después de la guerra, los científicos Americanos y Europeos comenzaron a experimentar con soldados no muertos con desastrosos resultados durante la Segunda Guerra Mundial.

### El Futuro
A principios del siglo XXI, los militares contrataron a las empresas de biotecnología y de armas para obtener unas nuevas supertecnologías, como los asesinos vampiros mezclados con la población y súper soldados que causarían grandes cantidades de daño. Es solo cuestión de tiempo para que su tecnología se le salga de las manos. Darkwatch se vio obligado a realizar su propia producción de súper soldados. Al poco tiempo la tierra se convierte en un campo de batalla. Nada es sagrado y hubo amplio daño colateral. Darkwatch tuvo que desarrollar nuevas armas e incluso armaduras de tecnología punta, para impedir que sus soldados se volviesen vampiros.

## Personajes

### Jericho Cross
El protagonista del juego y el personaje que controlas, es un renegado que fue informado sobre un tren que tenía el suficiente oro como para retirarse a México, este es su último trabajo, pues al destruir una bóveda con la insignia de la organización Darkwatch libera Lazarus de su prisión, luego Lazarus se lanza sobre Cassidy, y Jericho le dispara para defenderla y es mordido. El juego comienza en el momento en el que es mordido y empieza a transformarse en vampiro.

### Cassidy Sharp
Cassidy es la primera protagonista y durante la escena de la liberación de Lazarus ella se une a Jericho, después es asesinada por Lazarus, regresando como un fantasma para ayudarlo a enfrentarse a su asesino.

### Lazarus
es el poderoso vampiro que yacía encerrado en el tren donde jericho y quien infectó a este mismo tras su liberación, es el enemigo principal de toda la trama y quien comanda a las legiones de monstruos a las que nos enfrentamos

### Personajes de apoyo

#### Clay Cartwright
El jefe de Darkwatch. Disparó y capturó a Jericho, obligándole a hacer una serie de pruebas antes de inducirlo al Darkwatch. Jericho tiene suerte y se convierte en el Agente 000.Durante la invasión de Lazarus en la ciudadela muere asesinado por Lazarus.

#### Jenkins
Es el especialista en armas de Darkwatch. El le da al jugador una variedad de armas. Su cámara esta antes de la cámara fantasma. Es encontrado muerto en su cámara durante la invasión de Lazarus.

#### Reguladores de Darkwatch
Los reguladores son agentes de Darkwatch. Aparecen en la ciudadela y durante muchas misiones. Ayudan a Jericho para que complete las misiones. Sin embargo son asesinados muy fácilmente y deben ser protegidos con la máxima eficacia pero si el jugador ataca a alguno de ellos en frente de los demás reguladores se volverán hostiles, convirtiéndose en uno de los enemigos más duros del juego.

#### Shadow
Es el caballo vampiro de Jericho que transforma en medio de su locura por haber sido mordido por Lazarus. Shadow nunca se frena ni se cansa. Cuando se está montado en él se le otorga a Jericho munición ilimitada y solo se puede usar la Redeemer.

## Armas

### Scepter
Un arma que usaremos en un solo nivel del juego, pero es muy especial debido a su gran daño cuerpo a cuerpo, esta arma es una especie de cruz que no dispara y nos brinda gran movilidad.

### Redeemer
Esta es el Arma básica del juego, tiene un cargador que soporta hasta 144 balas, luego de mantener apretado el gatillo, Jericho comienza a disparar más rápido, tiene una especie de cuchilla en mango para atacar cuerpo a cuerpo.

### Carbine
Es una carabina común y corriente, pero con una cruz, soporta hasta 48 balas y es la segunda arma más precisa del juego, luego del Range Rifle.

### Argus
Esta es una escopeta de cuatro cañones que van rotando luego de disparar, soporta hasta 32 balas y en la parte del mango tiene una cuchilla de largo considerable para atacar cuerpo a cuerpo.

### Crossbow
Esta es una ballesta que lanza flechas con una barra de dinamita, las dinamitas se incrustan en el cuerpo y explotan, en la parte de en frente tiene dos puntas como cuchillas que sirven de ataque cuerpo a cuerpo, la desventaja de esta arma es que las dinamitas no causan mucho daño y se demoran en llegar, por lo que pueden ser esquivadas fácilmente.

### Warmakers
Estos son dos revólver que van juntos, igual que la redeemer la cadencia de tiro aumenta al disparar, la ventaja en comparación con la redeemer son su cargador más grande y tiene menor retroceso, la desventaja es que no son tan precisas. Al igual que la redeemer tienen cuchillas en el mango, pero al ser dos son capaces de cercenar los dos brazos o un brazo y la cabeza.

### Range Rifle
Es el arma más precisa del juego. Actúa como un francotirador preciso que brinda certeza al jugador.

### Rail Rocket
Este es un lanzacohetes con capacidad de 3 cohetes por cargador y 12 en total, tiene atrás una maza para atacar cuerpo a cuerpo, la desventaja es que la recarga es muy lenta, también el ataque cuerpo a cuerpo y los cohetes son lentos, lo que solo lo hace efectivo para objetivos fijos.

## Recepción
Tras su lanzamiento, Darkwatch recibió críticas generalmente favorables de la mayoría de los medios de juego. Según el sitio de agregación de juegos GameTab, la versión de PlayStation 2 obtuvo una calificación promedio de 82 % en la prensa de juegos con la versión de Xbox con un 85 %. También ganó varios premios de dirección de arte y diseño visual, incluyendo cinco Premios Davey y un Premio Telly.

### Comentarios
El juego recibió la puntuación de 7.9 ("Bueno") tanto de Bob Colayco de GameSpot (Si estás buscando una experiencia intensa de disparos, Darkwatch no te decepcionará) y Jeremy Dunham de IGN (Vaqueros, vampiros y las chicas sexys muertas son divertidas en las fiestas, pero no tanto solas). Según la revisión de Cheat Code Central, Casi todos los aspectos de Darkwatch son geniales. Los entornos son geniales, las armas son geniales, los personajes son geniales y aunque el juego no es único, definitivamente es uno de los mejores primeros. Tiradores de personas en Xbox y PS2. Solo los controles valen el precio de admisión. John Scalzo de Gaming Target escribió que Para cualquiera que busque algo un poco diferente de su experiencia de FPS, Darkwatch es ese juego. El crítico en GamePro escribió que Darkwatch Mezcla sus raíces occidentales con el horror gótico y la estética steampunk, y los resultados son especialmente atractivos, y agregó que si se hubieran explorado algunos conceptos "geniales" del juego, se alargaría el juego. En el proceso, Darkwatch podría haber rivalizado con lo mejor del género. Revista oficial de Xboxlo llamó Un blaster sólido y robusto que es muy divertido. No tuvo fin por los excelentes Poderes de Sangre y el mejor multijugador.
Varias revisiones elogiaron la configuración del juego. David Chapman, de GameSpy, lo calificó como Una experiencia verdaderamente extraordinaria. Y aunque el juego en sí puede no haber abierto nuevos caminos, el mundo que presenta más de lo que compensa eso hará que los jugadores tengan hambre de más. Según Game Informer, En términos de calidad de juego, este puede ser otro juego de acción en el medio, pero la premisa única lo aleja de todo lo demás. Greg Bemis, de G4TV, escribió que el sorteo más grande en Darkwatch es la configuración Lo suficientemente diferente que Recae en los clichés de los videojuegos como bebés de grandes pechos y vestidos de cuero que hablan en doble sentido sexualmente agresivo, pero es agradable ver algo, cualquier cosa, eso es un poco fuera de lo común. Will Jayson de GameShark Hill escribió que Sobre las críticas más agudas que se pueden formular en Darkwatch es que realmente no agrega nada original en el departamento de juego. Aparte de su entorno occidental de horror extremadamente bien ejecutado, Darkwatch es un juego FPS bastante genérico con un modo multijugador más débil. Por otra parte, algunas revisiones pensaron que la jugabilidad era en realidad la parte más fuerte del juego. Reino Unido oficial La revista PlayStation 2 declaró Darkwatch Tiene algunas buenas ideas, pero nos conquista haciendo bien los disparos sólidos. Rápido con armas geniales, ¿qué es lo que no me gusta? Mike David, de GameZone, escribió que solo una Trama débil y la sensación de que falta algo evitó que se le diera una puntuación de 9/10.
Sin embargo, algunas de las críticas fueron más negativas. PALGN 's Jeremy Jastrzab opinó que Darkwatch da vampiros, muertos vivientes, los vaqueros y un montón de balas para disparar. Pero eso es todo. De lo contrario, Darkwatch es un asunto bastante estándar que vale la pena un alquiler. Según la revista oficial de PlayStation de EE. UU., Darkwatch no es mucho más que un juego de acción en primera persona. Martin Coxall, de Eurogamer, lo calificó como Un tirador genérico y rápidamente fastidioso, con una premisa artificial que, desafortunadamente, no hace nada para elevarlo.

### Otra recepción
Los personajes del juego, especialmente Tala, recibieron una de las recepciones más notables. La actuación de voz de Rose McGowan en particular fue aclamada por la crítica por numerosos establecimientos de juego. La presentó en la galería de GameDaily Outrageous Boobs, Tala fue finalista en las listas de ActionTrip de 2007 de los 10 mejores Chicks de videojuegos, ambos por personal y por elección de los lectores. Fue clasificada como la 14° "Mujer más sexy" en videojuegos por Complex en 2012 y la cuarta en Index.hr 2013. GamesRadar la incluyó en la lista de los siete mejores de 2008 Estereotipos nativos americanos, elegidos para representar el estereotipo del "Objeto sexual", pero a pesar de todo afirmaron que el retrato de "Una mujer empoderada que no teme ser sexy e ir tras lo que quiere es "Una gran mejora sobre la representación atroz de las mujeres indias. en la venganza de Custer. Michael Sheyahshe, autor de los nativos americanos en libros de cómics, enumeró "La objetivación continua del personaje femenino indígena, Tala, en Darkwatch Entre "ouchies" culturales en videojuegos". Por Amanda Greenslade. Jericho Cross fue incluido entre los cinco mejores vampiros en juegos por Laurie-Anne Vazquez de 2D-X en 2012, y en la lista de 2013 de los diez personajes de vampiros más notables en videojuegos por Gergo Vas de Kotaku, quien escribió eso El extraño estilo híbrido de Steampunk occidental, mezclado con la clásica tradición vampírica, hizo que este personaje (¡y el juego!) fuera realmente emocionante.
De acuerdo con un artículo retrospectivo de GamesRadar en 2009, Aunque no innovó mucho en el departamento de juego, Darkwatch fue un tirador sólido con controles competentes. Su verdadera fuerza fue su configuración única de horror / western y su extraña selección de personajes gothy undead y enemigos. En 2010, Mikel Raparaz de GamesRadar clasificó a Darkwatch como el sexto en la lista de los siete westerns más raros, comentando que Los ademanes góticos superponen a un tirador inspirado por Halo bastante impresionante. En un artículo de 2012 sobre la historia de los videojuegos steampunk, Mike Mahardy de Game Informer escribió que Aunque no es un juego de disparos muy conocido, seguimientos de culto con su historia única y su entorno inusual. Ese mismo año, Robert Workman de Comic Book Resources llamó a Darkwatch en particular Un esfuerzo fantástico, un juego de disparos en primera persona con un ambiente hermoso y espeluznante y excelente. En 2013, Metro lo incluyó entre los "juegos que no recibieron el amor que merecían". Mark L. Bussler, de Classic Game Room, dijo en una reseña de video retro que, entre muchos tiradores en la PlayStation 2, Pocos son tan divertidos como esto, y agrega que Darkwatch debería estar "En tu colección" junto a Red Faction y TimeSplitters. FEARNET lo incluyó entre sus cinco juegos de vampiros favoritos en 2014.

## Secuela
Se suponía que Darkwatch sería el primero de una serie de juegos que se establecerían en diferentes períodos de tiempo, incluida la Antigua Roma, la era de las Cruzadas y la Segunda Guerra Mundial. O'Connor dijo que querían "contar no solo la historia de Jericho Cross sino también de Darkwatch como organización, desde sus orígenes en la época romana hasta su destino final en el futuro de la Tierra". Darkwatch 2 fue desarrollado por High Moon Studios para PlayStation 3 y Xbox 360 entre 2005 y 2007, y su metraje de demostración técnica del juego (basado en el juego original) se mostró en la Game Developers Conference 2006. Después de que se canceló el juego, el estudio abandonó los intentos de crear su propia IP y se concentró en desarrollar juegos con licencia, como Transformers y Deadpool.
En 2009 GamesRadar clasificó a Darkwatch como el 22º "mejor juego con potencial de franquicia sin explotar", y agregó que una secuela podría haber mejorado los poderes sobrenaturales del juego original y su modo multijugador "anémico" y "hacerlo brillar". Mark Bussler de Classic Game Room expresó su pesar por el hecho de que tantos juegos malos recibieron secuelas, mientras que Darkwatch no.

## Película
En 2006 se informó que Roger Avary quien escribió el guion para la adaptación cinematográfica de la serie de videojuegos Silent Hill recientemente se le pidió que trabajara en el guion de la película Darkwatch basado en el juego Capcom vampire Western del cual es fanático, pero su horario interfirió. En 2011 se informó que Glen Morgan y James Wong, los escritores, directores y productores detrás de The X-Files y la serie de películas Final Destination, "han desarrollado un lanzamiento basado en la trama del juego y las secuencias de acción, y están actualmente escribiendo un guion". La participación de Morgan y Wong en el proyecto ya se informó por primera vez en 2004.